# Sclerotheca
- Commons
- Wikispecies

Sclerotheca é um gênero botânico pertencente à família Campanulaceae.